# Château des Fontaines
Le château des Fontaines est un ancien château situé à Gahard en Ille-et-Vilaine, dont ne subsistent que des ruines. Les ruines sont inscrites aux monuments historiques.  

## Historique
Le château des Fontaines est construit à partir de 1450. Son premier propriétaire et constructeur appartenait à la famille de Pierre Landais, trésorier du duc François II de Bretagne.
Il n'en subsiste qu'une cheminée du XVIe siècle qui est inscrite aux monuments historiques par arrêté du 15 décembre 1926. 

## Description
Le château des fontaines a été transformé en ferme au XIXe siècle,.